# کاپیلیوشی
کاپیلیوشی (انگلیسی: Kapylyushi) یک دریاچه در استان بوریاتیای کشور روسیه است.